# Vincenzo di Beauvais
Vincenzo di Beauvais o Bellovacense, in latino Vincentius Bellovacensis (Boran-sur-Oise, 1190 circa – Abbazia di Royaumont, 1264), è stato un letterato e un frate domenicano francese.
La sua fama è legata allo Speculum maius, un'enciclopedia in ottanta libri che circolò in molti manoscritti per due secoli, per poi essere una delle prime opere a stampa nel 1476.

## Biografia

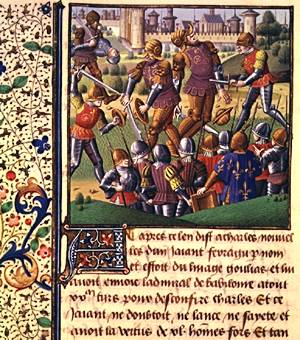
Speculum maius: miniatura

Frate dell'ordine domenicano, fu priore del convento di Beauvais. Predicatore della corte di re Luigi IX, che lo fece lector della scuola del monastero cistercense di Royaumont-sur-Oise, fu aio dei figli del monarca. Intorno al 1250 scrisse per la famiglia reale il De eruditione filiorum regalium, opera di pedagogia di stampo monastico, fondata sui Libri Sapienziali della Bibbia.

### Speculum maius
Lo Speculum maius è un'enciclopedia in ottanta libri che circolò in molti manoscritti per due secoli, per poi essere una delle prime opere a stampa nel 1476. È divisa in tre parti: Speculum naturale,  Speculum doctrinale e Speculum historiale. Un quarto libro, lo Speculum morale, ritenuto un tempo parte della summa, è apocrifo. Nei 32 libri dello Speculum naturale Vincenzo espone nozioni di scienze naturali, nei 17 libri dello Speculum doctrinale, sostenendo la necessità che l'uomo si elevi mediante la conoscenza, dà una raccolta di notizie su arti e dottrine, mentre nello Speculum historiale, in 31 libri, compendia la storia dell'umanità da Adamo al 1250. Fonti dell'enciclopedia furono a loro volta altre opere enciclopediche pregresse: il Liber exceptionum di Riccardo di San Vittore, il Didascalicon  di un altro vittorino, Ugo di San Vittore, e le Etymologiae di Isidoro, oltre alle opere di Seneca e Cicerone. Lo Speculum  rappresenta a sua volta uno specchio delle conoscenze non tanto dell'autore, quanto di quelle che erano comuni della società colta del suo tempo e che egli raccolse nell'opera. L'importanza dell'opera si segnala per l'uso, metodologicamente accurato, delle fonti, le straordinarie capacità compendiarie e sistematizzanti e la preferenza, precoce al tempo (esposta nello Speculum doctrinale), per l'impiego del procedimento logico-razionale e la maggiore importanza assegnata alla dialettica rispetto alle arti del trivio.

## Opere

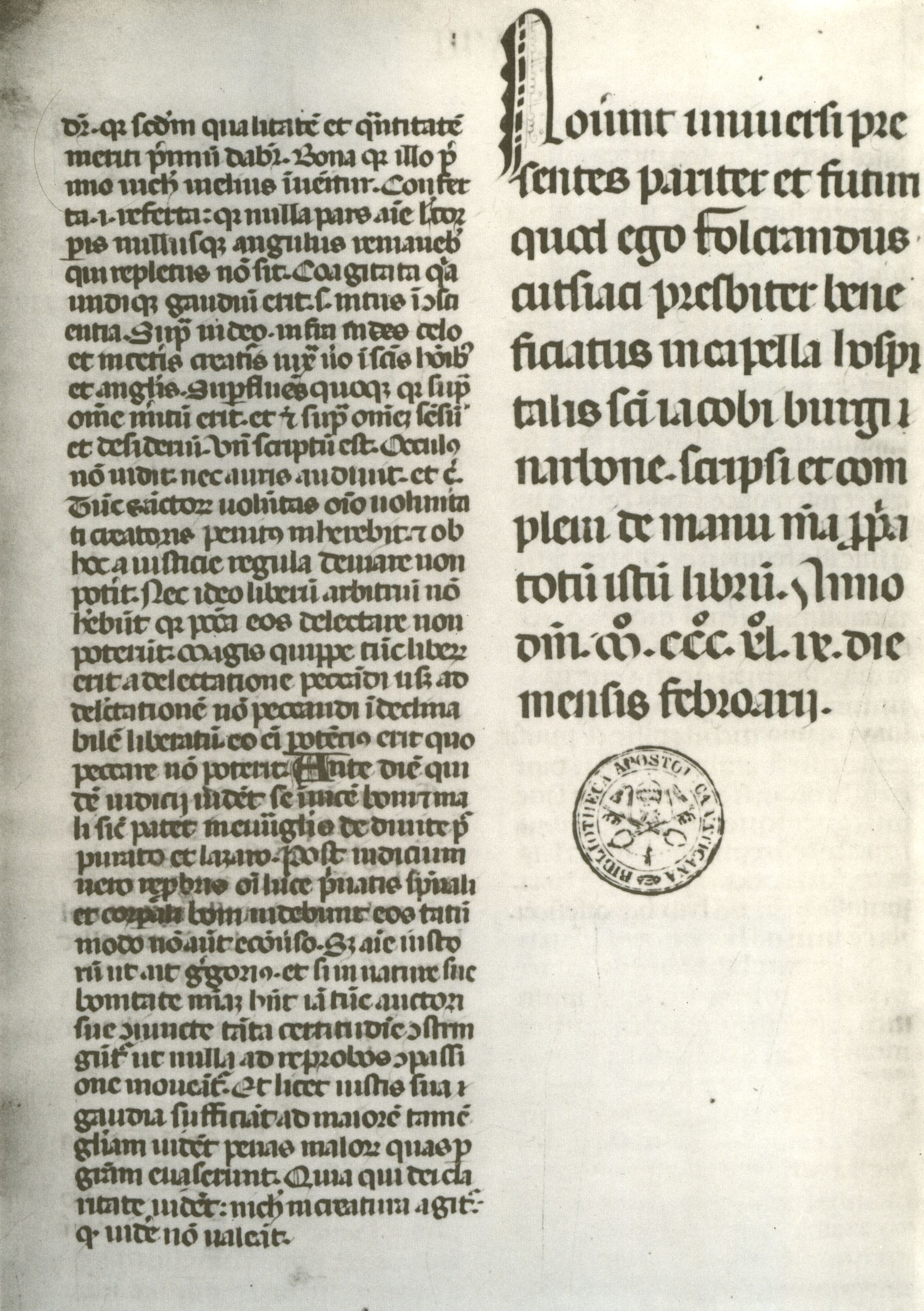
Lo "Speculum historiale" di Vincenzo di Beauvais in un manoscritto del 1340. Roma, Biblioteca Apostolica Vaticana, Vat. Lat. 1966, fol. 339v

- 1247–1249 De eruditione filiorum nobilium (o De institutione puerorum regalium). Una delle maggiori opere pedagogiche del Medioevo,
- 1256 Speculum maius (prima edizione 1474),
- 1260 Liber consolatorius.
- 1260–1263 De morali principis institutione,
- Speculum morale, Strasburgo, 1476 (probabilmente non opera di Vincenzo di Beauvais),
- Opuscula. Johann Amerbach, Basilea, 1481 (Edizione digitalizzata della Universitäts- und Landesbibliothek Düsseldorf),
- Sermones manuales de tempore, Johann Koelhoff, Colonia, 1482,
- Speculum historiale, Anton Koberger, Norimberga, 1483 (Edizione digitalizzata) Stampato anche da Caxton nel 1490 (The Myrrour of the World).

L'edizione completa in quattro volumi dello Speculum quadruplex (compreso lo Speculum morale) fu pubblicata a Douai nel 1624 e fu ristampata nel 1964/65 a Graz.